# Ninan Cuyochi
Ninan Cuyochi (1490. – 1527.), najstariji sin i prijestolonasljednik Sapa Inke Huayna Capaca († 1527.) koji nije samostalno preuzeo prijestolje jer je umro od boginja nedugo nakon oca, zbog čega je došlo do sukoba oko prava na prijestolje između Huáscara i Atahualpe.
| prethodnik Huayna Cápac | Kralj Inka carstva predodređeni vladar 1527 | nasljednik Huáscar |